# Lavalette (Virginia Occidental)
Lavalette es un lugar designado por el censo ubicado en el condado de Wayne en el estado estadounidense de Virginia Occidental. En el Censo de 2010 tenía una población de 1073 habitantes y una densidad poblacional de 158,91 personas por km².

## Geografía
Lavalette se encuentra ubicado en las coordenadas 38°19′21″N 82°26′52″O / 38.32250, -82.44778. Según la Oficina del Censo de los Estados Unidos, Lavalette tiene una superficie total de 6.75 km², de la cual 6.75 km² corresponden a tierra firme y (0%) 0 km² es agua.

## Demografía
Según el censo de 2010, había 1073 personas residiendo en Lavalette. La densidad de población era de 158,91 hab./km². De los 1073 habitantes, Lavalette estaba compuesto por el 98.42% blancos, el 0.28% eran afroamericanos, el 0.09% eran amerindios, el 0% eran asiáticos, el 0% eran isleños del Pacífico, el 0.47% eran de otras razas y el 0.75% pertenecían a dos o más razas. Del total de la población el 0.93% eran hispanos o latinos de cualquier raza.